# BugGuide
BugGuide (o BugGuide.net) es un sitio web y comunidad de naturalistas tanto amateur como profesionales que realizan observaciones de insectos, arañas y otros animales relacionados (artrópodos). El sitio incluye páginas de información y muchos miles de fotos de artrópodos de los Estados Unidos y Canadá. Las fotos son usadas para identificación, investigación y documentación de la distribución. Es un sitio no comercial suministrado por el departamento de entomología de la universidad estatal de Iowa.

## Historia
El sitio fue concebido por Troy Bartlett en 2003 y desde 2006 ha sido mantenido por el doctor John VanDyk, profesor adjunto de entomología y analista de sistemas de la universidad de Iowa. Se reconoce el valor del sitio en su función de educar al público acerca de los insectos y otros artrópodos.

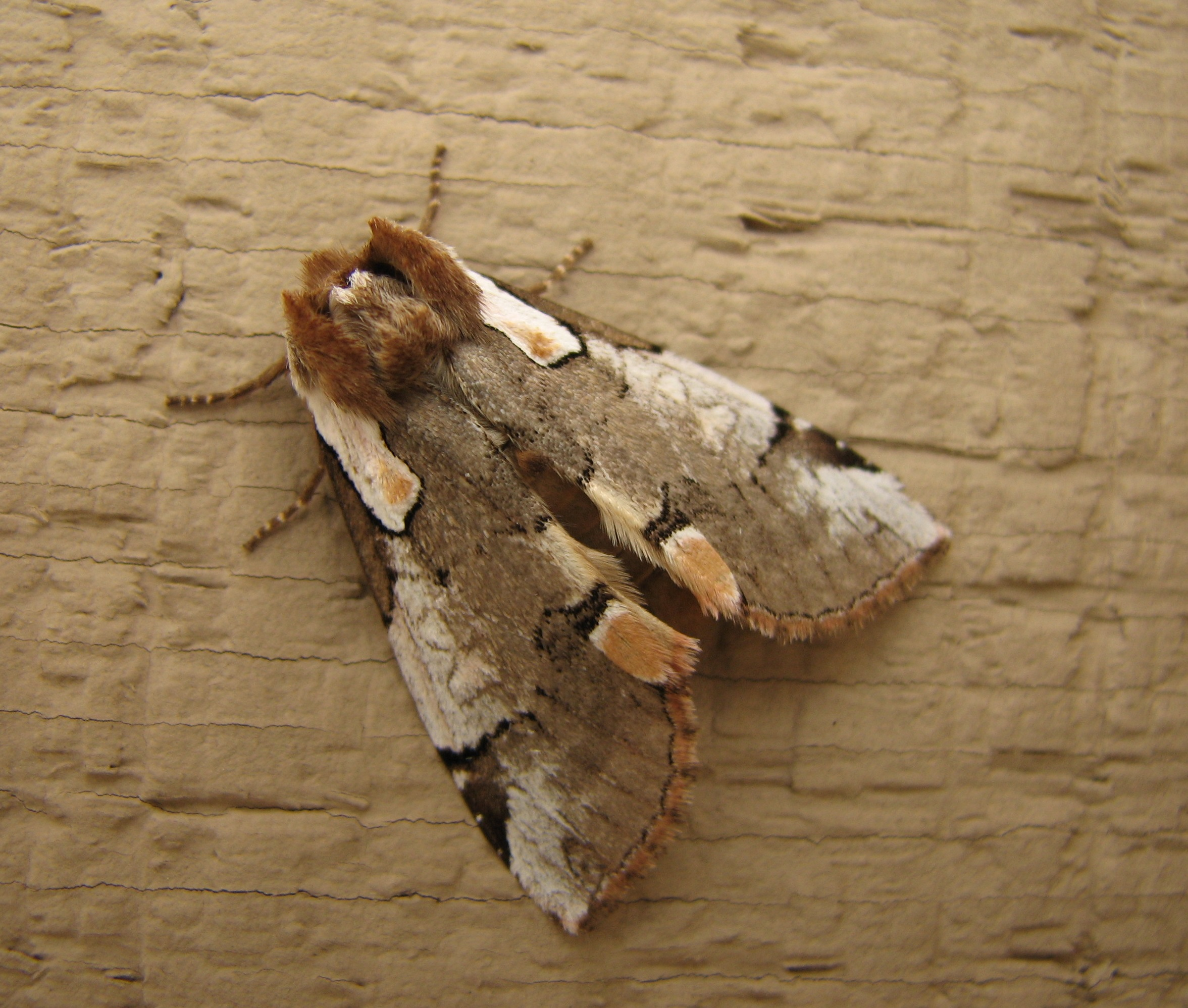
Ejemplo de espécimen identificado por los expertos de BugGuideː Euthyatira lorata

En octubre de 2014, BugGuide tenía 30 774 páginas de especies y 48 572 páginas totales, con más de 808 718 imágenes presentadas por más de 27 846 contribuidores. El 22 de septiembre de 2014, BugGuide superó el millón de páginas (la mayoría son fotografías).
En 2008 se creó un grupo de Facebook llamado BugGuide.
A octubre de 2020 cuenta con más 5600 miembros, más de 38 000 páginas de especies y más de un millón y medio de imágenes.
Algunas de las fotos del sitio han contribuido o han resultado en varias publicaciones científicas. Un gran número de imágenes del atlas de avispas Vespidae son contribuciones a BugGuide. Algunas fotos de BugGuide han dado información y nuevos registros de especies introducidas invasoras de hormigas y de escarabajos. El sitio mantiene una lista de artrópodos introducidos a Norteamérica, presentes en las páginas de BugGuide, que incluye más de 1000 especies. Wikipedia usa un buen número de imágenes que fueron identificadas por los expertos de Bugguide.

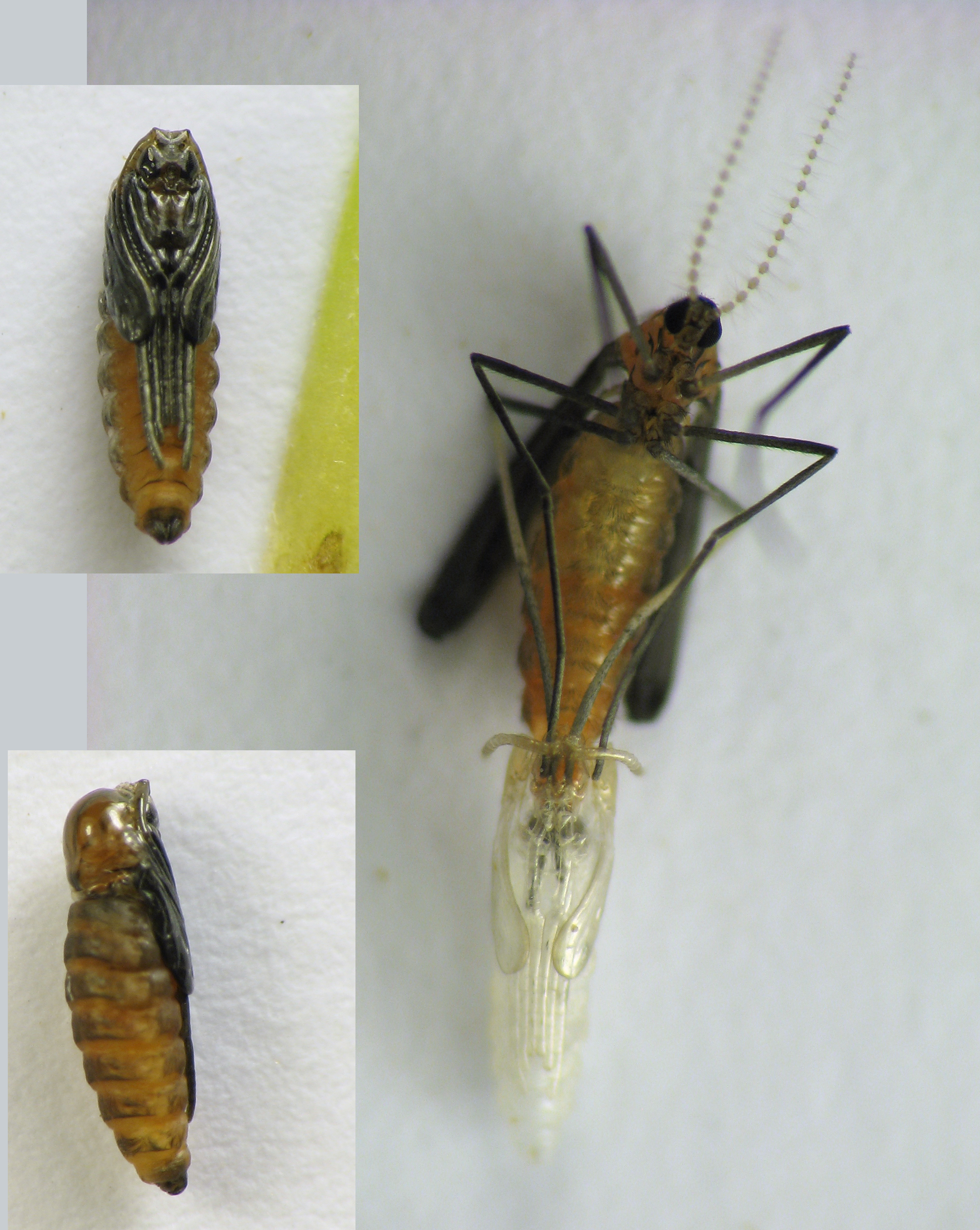
Rhopalomyia solidaginis identificada en BugGuide

## Recepción
El geólogo y coleccionista de lepidópteros, Richard Wilson dijo, refiriéndose al sitio, "BugGuide es muy útil para aquellos que encuentran un insecto y es muy interactivo en la ayuda para identifcarlo en base a fotos."
Según la escritora de libros de jardinería, Margaret Roach, "El sitio es donde los naturalistas de todos los niveles comparten fotos de 'insectos, arañas y sus parientes' para estimular el entusiasmo y expandir el conocimiento acerca de estas criaturas a menudo ignoradas (y como señala BugGuide, frecuentemente odiadas)."
El sitio BugGuide informa en 2014 que más de once especies han sido identificadas gracias a contribuciones de fotos al sitio. Además doce especies nuevas para el hemisferio occidental fueron identificadas en base a fotos en BugGuide y otras siete eran nuevas para Norteamérica. Numerosos registros nuevos de condados o de estados fueron identificados en base a fotos en BugGuide.